# Manoir de Colmont
Ne doit pas être confondu avec Château de Colmont ou Château fort de Colmont.
Le Manoir de Colmont est un manoir situé à Perriers-sur-Andelle, dans le département de l'Eure en Normandie. 

## Protection
L'édifice inscrit au titre des Monuments historiques depuis le 29 septembre 2000.

## Localisation
Le manoir de Colmont se situe dans le bourg de Perriers-sur-Andelle, près de l'église Saint-Étienne et de l'Andelle.

## Historique
Les travaux sont entrepris par Jean de Caux de 1497 à 1500. 
En 1498, le manoir est dit couvert d'ardoises et de faîtages et d'épis de plomb doré. L'abbé Antoine Bohier fait construire un nouveau portail pour partie en pierre de Leu. Elles sont acheminées par voie fluviale jusqu'aux quais de Rouen puis charroyées jusqu'au manoir.

## Architecture
Le logis de Perriers, malgré son statut de baronnie, présente des caractéristiques modestes. Il présente un corps simple de plan rectangulaire flanqué d'une tour d'escalier en façade comprenant deux niveaux habitables et un comble non-aménagé. Antoine Bohier introduit un escalier à vis au centre du bâtiment. De forme carré en pan de bois, il préfigure l'escalier rampe sur rampe dans œuvre. Une bretèche prend place au-dessus de la porte d'entrée.
Le parti décoratif brique et pierre apparu à la fin des années 1470 est pleinement mise en œuvre sur l'ensemble des bâtiments. Le manoir, le colombier et la grange présentent les mêmes caractéristiques : un soubassement en grès, des murs en brique avec des motifs de briques surcuites, les larmiers et corniches en pierre. À cela s'ajoute sur le manoir les chaînes d'angle, les jambes harpées placées au droit des poutres et des murs de refends et l'encadrement des ouvertures.

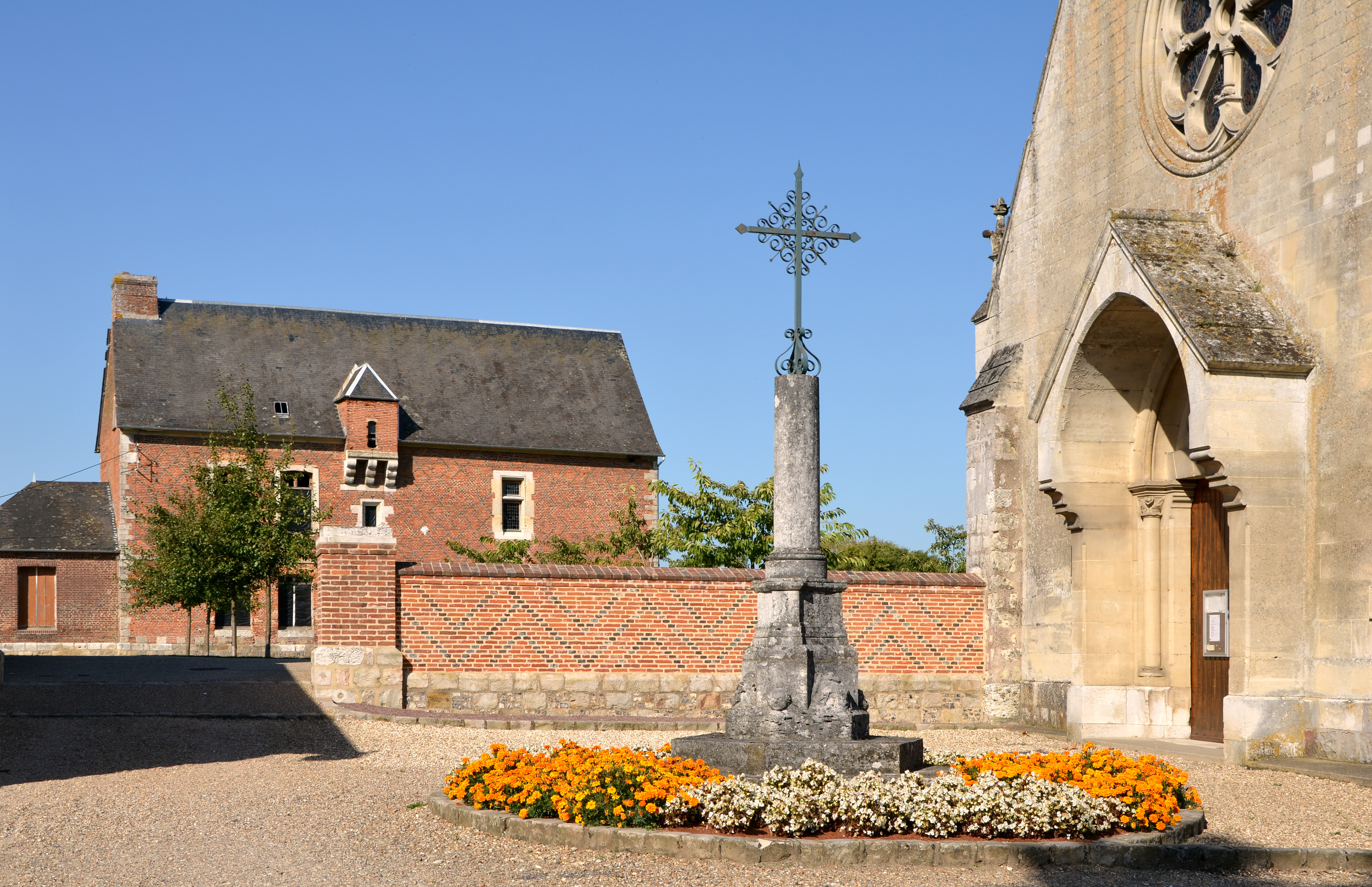
Le manoir vu depuis le parvis de l'église et sa croix monumentale.
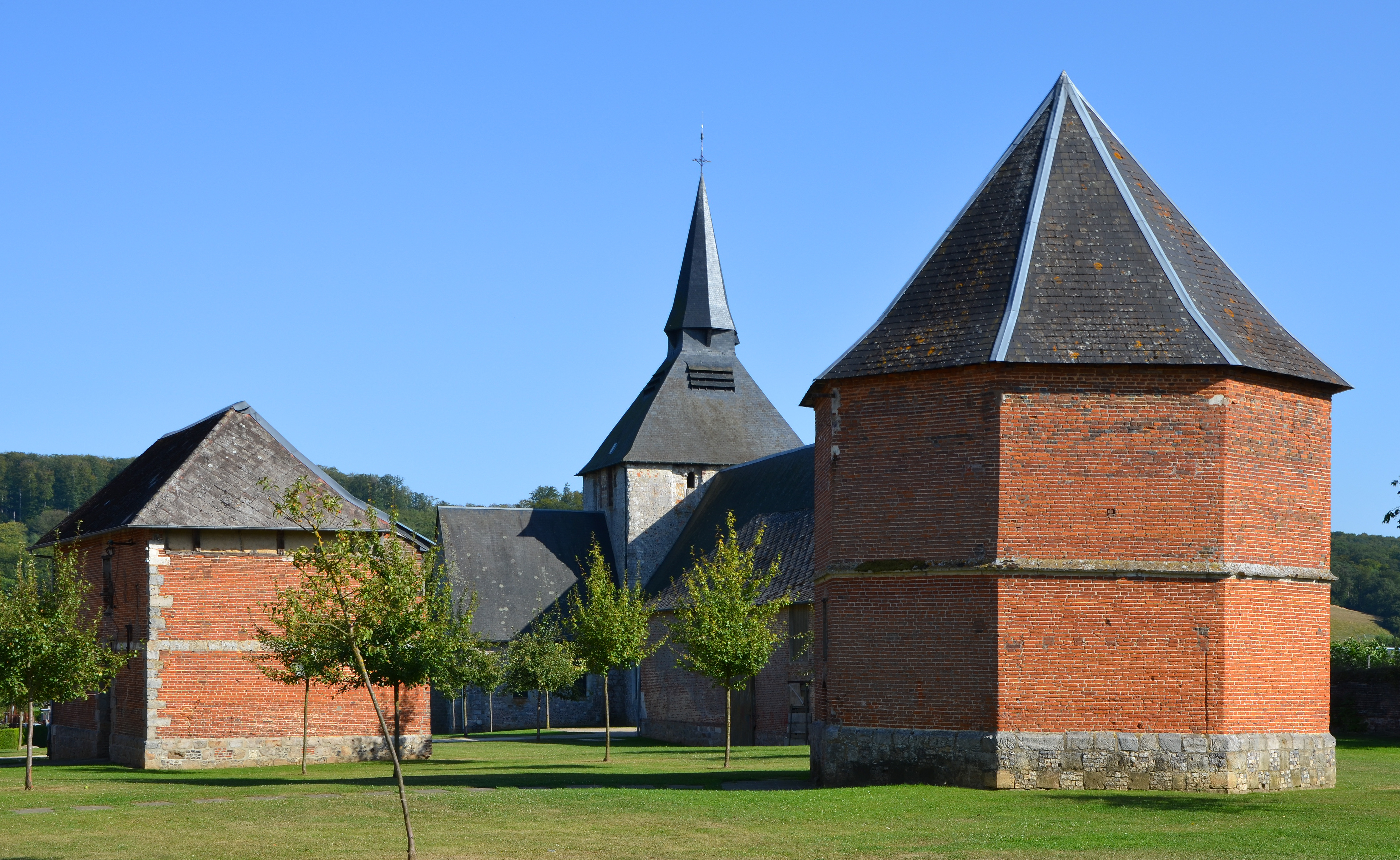
Le manoir et son colombier.
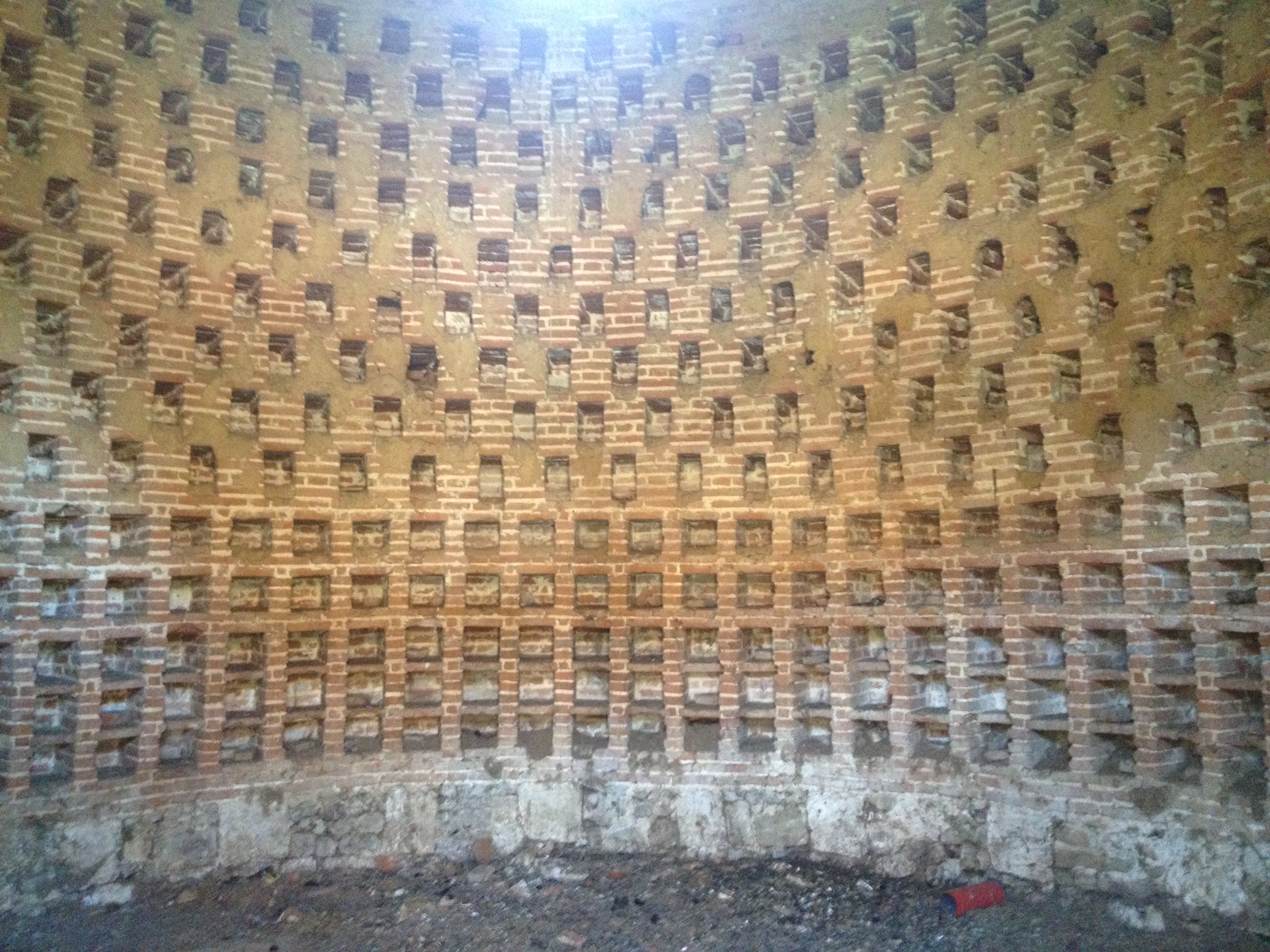
Boulins dans le colombier.
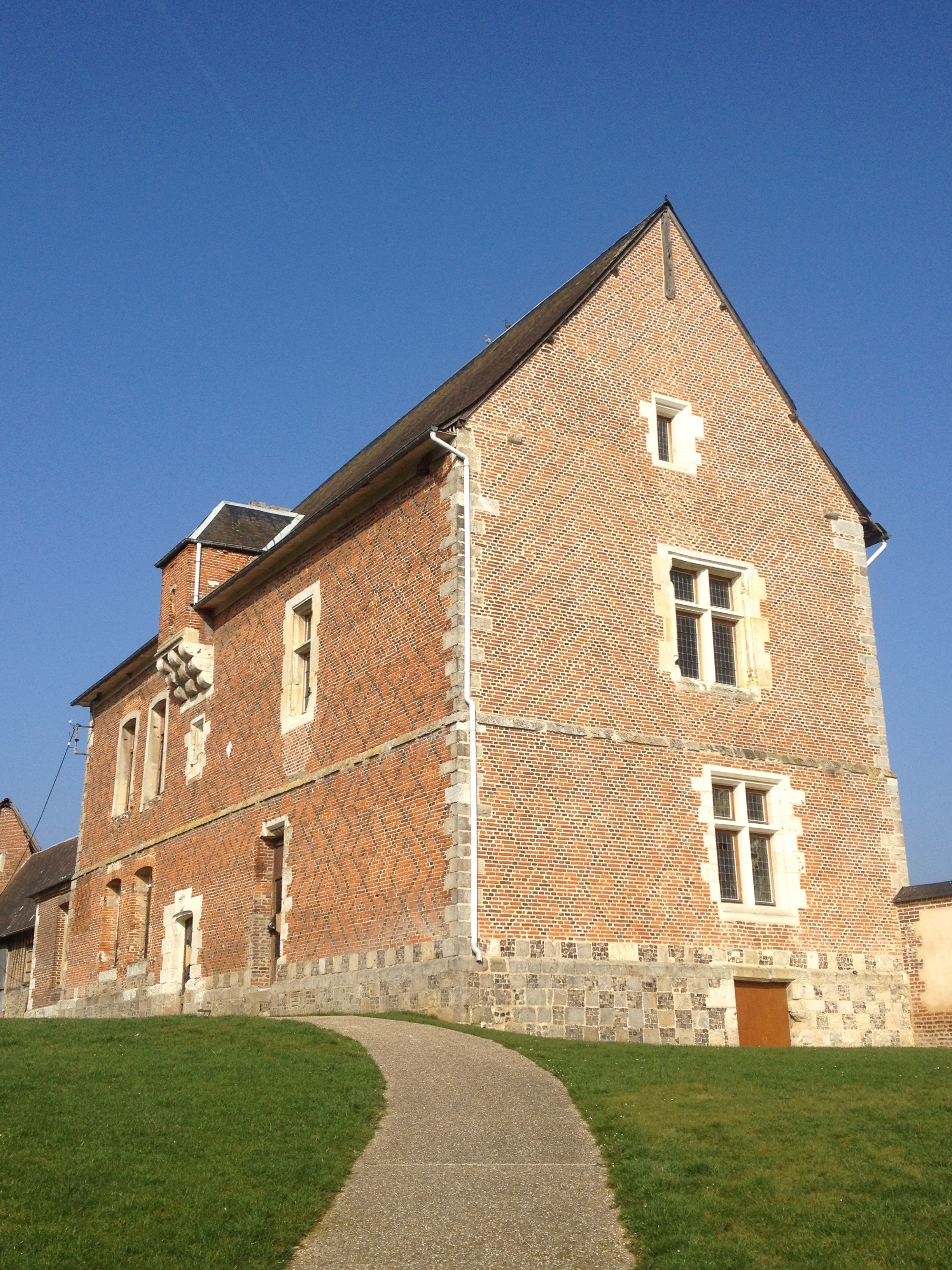
Vue du manoir.